# 字書
字書（じしょ）とは、漢字を分類した辞典のこと。字典（じてん）ともいう。狭義としては部首を設け、字形により漢字を分類したものを指すが、広義としては作詩の押韻のために韻により漢字を分類した韻書を含み、さらには語を集めて意味により分類した訓詁書を含む。

## 概要
中国語は1音節が1つの形態素（意味）を表す言語であり、そのような形態素の違いごとに異なる漢字が使われたため、文字数が非常に多くなった。漢字を分類する試みはまず古典解釈学である訓詁学という分野において始められ、古典の中から同義字や類義字となる文字が集められ、漢代初期には『爾雅』という書物にまとめられた。字義を中心に漢字が分類され、その他に『釈名』や同義の方言字を集めた『方言』などが編まれた。
後漢になると、形訓と呼ばれる字形によって字義を解釈する方法論が確立された。許慎の『説文解字』は字形要素の偏旁を部首に立て、小篆の親字によって漢字を分類した。『説文解字』は六書の理論に従ってそれぞれの漢字の成り立ちを説くとともに字の本義を記している。南北朝時代、梁の顧野王が『玉篇』を編んでいる。これは、親字を隷書に改め、音韻を反切によって示しているのが従来と異なる点であり、字義も大幅に充実した内容となっている。
また後漢末期、五言詩の文学が確立され、魏晋南北朝時代を通じて平仄や押韻といった形式が整えられていった。そこで現れたのが韻によって漢字を分類した韻書であり、南北が統一された隋代には『切韻』が編まれ、以後の韻書の基準となった。
南北朝時代の間に漢字の書体の標準は隷書から楷書へと移ったが、分断と繰り返される王朝交代のなか多くの異体字が生まれた。統一王朝となった唐代にはそのような異体字を整理する試みがなされ、『干禄字書』『五経文字』など、異体字を正、俗、通などに分類した字様書が生まれた。
遼・金・元といった異民族王朝に支配された時代、唐宋を通じて獲得された言語学的な知識が韻書にも字書にも盛り込まれた。五音三十六字母といった声母（頭子音）に関する韻図の知識が応用され、遼の『龍龕手鑑』、金の『五音篇海』では部首が子音・声調順に並べられ、韻書においても小韻の配列を子音・声調順にした『五音集韻』が編まれた。韻目数も併合され、206韻を106韻に減らした平水韻が行われるようになり、元の『中原音韻』は四声・韻順をやめて韻・四声順とし、『切韻』の古い音系ではなく、当時の音系に基づいた16韻部によって漢字を分類した。
また字書では伝統の540部の部首が併合されるようになった。分類・検字に便利なように『龍龕手鑑』（242部）では字源にかかわらず筆画を単なる記号とする部首の改良を行い、『五音篇海』（444部）およびそれに先行する『類玉篇海』では同部内を画数順に並べるといったことが行われた。画数順をさらに部首の分類にまで及ぼしたのが明の『字彙』（214部）であり、この方法は『正字通』『康熙字典』によって継承され、現代に至っている。
なお、『急就篇』『倉頡篇』などの初学者用の識字教科書、『隷辨』『甲骨文編』などの特殊な書体の字を集めた書物、『六書略』『六書故』などの六書を扱った書物も字書に分類される。

## 字書

### 部首法

#### 中国
- 説文解字（120年頃） - 540部 9353字
- 字林（300年頃） - 540部 1万2824字
- 玉篇（543年） - 542部 1万6917字
- 大広益会玉篇 - 542部 2万8989字
- 類篇 - 544部 3万1319字
- 龍龕手鑑（997年） - 242部 2万6430字
- 五音篇海 - 444部 5万4595字
- 字彙（1615年） - 214部 3万3179字
- 正字通（1672年） - 214部 3万3671字
- 康熙字典（1716年） - 214部 4万9030字
- 中華大字典（中国語版）（1915年） - 214部 4万8000字
- 漢語大字典（1986年 - 1990年） - 200部 5万4678字
- 中華字海（1994年） - 210部 8万5568字

#### 日本
- 篆隷万象名義
- 新撰字鏡
- 類聚名義抄
- 字鏡集
- 倭玉篇
- 大漢和辞典 - 214部 4万9964字＋804字

### 字様書
- 干禄字書 - 804組 1656字（配列は韻目順）
- 五経文字 - 3235字（配列は部首順）
- 九経字様 - 421字（配列は部首順）

## 韻書

### 中国
- 切韻 - 1万2158字
- 唐韻
- 広韻 - 2万6194字
- 礼部韻略 - 9590字
- 集韻 - 5万3525字
- 五音集韻
- 平水韻
- 古今韻会挙要 - 1万2652字
- 韻府群玉
- 中原音韻
- 洪武正韻
- 五車韻瑞
- 佩文詩韻
- 佩文韻府
- 詞林正韻（中国語版）

### 日本
- 聚分韻略

## 訓詁

### 中国
- 爾雅
- 方言
- 釈名
- 広雅

### 日本
- 和名類聚抄
- 和爾雅
- 東雅